# Liriomyza heringi
Liriomyza heringi är en tvåvingeart som beskrevs av Nowakowski 1961. Liriomyza heringi ingår i släktet Liriomyza och familjen minerarflugor. Inga underarter finns listade i Catalogue of Life.